# Licania majuscula
Licania majuscula là một loài thực vật có hoa trong họ Cám. Loài này được Sagot mô tả khoa học đầu tiên năm 1883.